# Mayu Sasaki
Mayu Sasaki (jap. 佐々木 繭, Sasaki Mayu; * 12. Januar 1993 in Sagamihara) ist eine japanische Fußballspielerin.

## Karriere

### Verein
Sasaki spielte in der Jugend für die Musashigaoka College. Sie begann ihre Karriere bei Mynavi Vegalta Sendai, wo sie von 2013 bis 2017 spielte. 2018 folgte dann der Wechsel zu Urawa Reds.

### Nationalmannschaft
Sasaki absolvierte ihr erstes Länderspiel für die japanischen Nationalmannschaft am 2. Juni 2016 gegen Vereinigte Staaten von Amerika. Insgesamt bestritt sie acht Länderspiele für Japan.